# NGC 3280B
NGC 3280B је елиптична галаксија у сазвежђу Хидра која се налази на NGC листи објеката дубоког неба.
Деклинација објекта је - 12° 38' 12" а ректасцензија 10h 32m 45,5s. Привидна величина (магнитуда) објекта NGC 3280 износи 15,0 а фотографска магнитуда 16,0. NGC 3280B је још познат и под ознакама NGC 3295B, MCG -2-27-7, NPM1G -12.0323, PGC 31156.